# Hraunsfjörður
Hraunsfjörður (isländska: Seljafjörður) är fjord i republiken Island.   Den ligger i regionen Västlandet, i den västra delen av landet. 
Vägen Snæfellsnesvegur, väg 46, har sedan 1993 korsat fjorden på dammar 36 m. Innan dess gick vägen på en bro över Mjósund. Nu går vägen Berserkjahraunsvegur, väg 558, över den bron.